# 劉訓 (嘉靖進士)
劉訓（1506年—1565年），字子伊，河南等處承宣布政使司汝寧府汝陽縣（今汝南县、平舆县）人，明朝官员。民籍，治《易經》，

## 生平
五月二十二日生，行二。由縣學增廣生中式嘉靖十年（1531年）辛卯科河南鄉試第二十九名舉人，年二十七歲中式嘉靖十一年（1532年）壬辰科會試第一百九十四名，第三甲第一百五十三名進士。觀兵部政，授浙江温州府推官，陞戶部主事，歷員外郎，郎中。止。

## 家族
曾祖劉瑛，布政司照磨贈監察御史；祖劉紳，按察司副使詔進三品通議大夫；父劉繼儒，監生；母彭氏。具慶下，妻伍氏，繼妻樊氏；兄誨，弟謨；訥；試；評；講；誦；讀；謐；詩，子志道；志學。